# Zuggy
Zuggy war eine brasilianische Automarke.

## Markengeschichte
Ein Unternehmen aus São Paulo stellte Anfang der 1980er Jahre Automobile her. Der Markenname lautete Zuggy.

## Fahrzeuge
Das einzige Modell war ein VW-Buggy. Auf ein Fahrgestell von Volkswagen do Brasil wurde eine offene türlose Karosserie aus Fiberglas montiert. Hinter den vorderen Sitzen war ein Überrollbügel. Die runden Scheinwerfer waren freistehend. Am Heck waren vier runde Rückleuchten. Ein luftgekühlter Vierzylinder-Boxermotor im Heck trieb die Hinterräder an.